# Bayernsport
bayernsport war das wöchentlich erscheinende Magazin des Bayerischen Landes-Sportverbandes (BLSV). Mit Jahresende 2022 wurde die Printausgabe eingestellt. Seither sind die Informationen nur noch digital abrufbar.

## Geschichte
Die Zeitung erschien bis 2019 wöchentlich und musste von den Mitgliedsvereinen des BLSV mit mindestens einem Exemplar bezogen werden, das postalisch zugestellt wurde. Danach wurde das Wochenmagazin drei Jahre auf monatliche Erscheinungsweise umgestellt, das in der App BLSV-Kiosk veröffentlicht wurde. Seit 2021 gab nur noch vier Printausgaben pro Jahr.
Die Hälfte des Heftes war für Mitteilungen des Bayerischen Fußball-Verbandes reserviert, etwa ein Viertel betrug der Anteil der Amtlichen Mitteilungen des BLSV und seiner Fachverbände und der Rest gehörte der Berichterstattung aller anderen Sportarten.
Die erste Ausgabe des bayernsport erschien am 7. Januar 1970 und war Nachfolgezeitschrift der Amtlichen Sport-Mitteilungen, die von September 1946 bis Ende 1969 als Verbandszeitschrift des BLSV dienten. Dieses auch ASM genanntes Mitteilungsblatt hatte mit dem nur zweimal – im Juli und im August 1946 – erschienenen Informationsbrief einen weiteren Vorgänger.

Logo 3 des bayernsport ab 1970

Im Laufe der Zeit wurde das Layout der Zeitschrift viermal geändert.